# Unterrothmühle
Unterrothmühle ist ein Gemeindeteil der Stadt Feuchtwangen im Landkreis Ansbach (Mittelfranken, Bayern). Unterrothmühle liegt in der Gemarkung Banzenweiler.

## Geografie
Die Einöde mit zwei Hausnummern liegt etwa einen halben Kilometer vor dem nordwestlichen Bebauungsrand der Feuchtwanger Kernstadt am rechten Ufer der Sulzach. Nördlich des halben Dutzend von Gebäuden der Unterrothmühle liegt ein rund 10 Ar großer Teich, dahinter schließt sich weniger als hundert Meter entfernt die Nachbareinöde Krebshof an. Etwa einen Viertelkilometer ostsüdöstlich und jenseits der hier zwei Arme des Flusses liegt die Einöde Jungenhof.
Eine Gemeindeverbindungsstraße, von Weiler am See im Nordwesten kommend, kreuzt die auf den untersten flachen Hügeln rechts der Sulzach verlaufende Bundesstraße 25, hier ein Abschnitt der Romantischen Straße, und führt dann über den Krebshof und die Unterrothmühle zur Staatsstraße 1066, die heute als Nordwesttangente an Feuchtwangen vorbeigeführt wird. Viel näher im Westen als die Bundesstraße verläuft die Trasse der Bahnstrecke Dombühl–Nördlingen.

## Geschichte
Unterrothmühle lag im Fraischbezirk des ansbachischen Oberamtes Feuchtwangen. Grundherr war das Stiftsverwalteramt Feuchtwangen. An diesen Verhältnissen änderte sich bis zum Ende des Alten Reiches nichts. Von 1797 bis 1808 unterstand der Ort dem Justiz- und Kammeramt Feuchtwangen.
Mit dem Gemeindeedikt (frühes 19. Jahrhundert) wurde Unterrothmühle dem Steuerdistrikt Breitenau und der Ruralgemeinde Banzenweiler zugeordnet. Im Zuge der Gebietsreform in Bayern wurde Unterrothmühle am 1. Juli 1971 nach Feuchtwangen eingemeindet.

## Einwohnerentwicklung
| Jahr      | 001818 | 001840 | 001861 | 001871 | 001885 | 001900 | 001925 | 001950 | 001961 | 001970 | 001987 |
| Einwohner | 8      | 3      | 8      | 7      | 6      | 7      | 10     | 9      | 7      | 13     | 6      |
| Häuser    | 1      | 1      |        |        | 1      | 1      | 1      | 1      | 1      |        | 1      |
| Quelle    | [ 10 ] | [ 11 ] | [ 12 ] | [ 13 ] | [ 14 ] | [ 15 ] | [ 16 ] | [ 17 ] | [ 18 ] | [ 19 ] | [ 1 ]  |

## Religion
Der Ort ist seit der Reformation evangelisch-lutherisch geprägt und bis heute nach St. Johannis (Feuchtwangen) gepfarrt. Die Einwohner römisch-katholischer Konfession sind nach St. Ulrich und Afra (Feuchtwangen) gepfarrt.